# Coltrane's Sound
Coltrane's Sound é um álbum de estúdio do músico de jazz John Coltrane. Foi lançado em 1964 pela Atlantic Records.
| Críticas profissionais                                                      | Críticas profissionais |
| Avaliações da crítica                                                       | Avaliações da crítica  |
| Fonte                                                                       | Avaliação              |
| --------------------------------------------------------------------------- | ---------------------- |
| All About Jazz                                                              | (favorable)            |
| Allmusic                                                                    | [ 2 ]                  |
| Penguin Guide to Jazz                                                       | [ 3 ]                  |
| Esta tabela precisa de ser acompanhada por texto em prosa. Consulte o guia. |                        |

## Faixas
1. "The Night Has a Thousand Eyes" (Jerry Brainin) – 6:42
2. "Central Park West" (Coltrane) – 4:12
3. "Liberia" (Coltrane) – 6:49
4. "Body and Soul" (Johnny Green) – 5:35
5. "Equinox" (Coltrane) – 8:33
6. "Satellite" (Coltrane) – 5:49

CD bonus tracks:
1. "26-2" (Coltrane) – 6:12
2. "Body and Soul" (alternate take) – 5:57[4]

## Músicos
- John Coltrane - sax soprano e sax tenor;
- McCoy Tyner - piano (exceto em "Blues To Bechet");
- Steve Davis - baixo;
- Elvin Jones - bateria.

Técnicos
- Engenheiro de gravação: Tom Dowd;
- Nesuhi Ertegün – Produtor e supervisor;
- Ralph J. Gleason – Notas;
- Marvin Israel – Arte da capa e do disco.